# 艾迪·詹米森
小愛德華·法蘭西斯·詹米森（英語：Eddie Jemison，1963年11月25日—），美國男演員。知名作品如《瞞天過海》系列電影、《惩罚者》（2004年），以及電視劇《大器晚成》（2009年至2011年）、《我是殭屍》（2015年至2019年）和《芝加哥醫情》（2017年至2018年）。

## 早年
艾迪·詹米森生於路易斯安那州新奥尔良，羅莎莉（Rosalie，娘家姓森塔尼）與愛德華·法蘭西斯·詹米森（Edward Francis Jemison, Sr.）之子，擁有愛爾蘭與義大利血統。他在路易斯安那州肯納長大，就讀天主教學校——大主教魯默爾高中。他畢業於路易斯安那州立大學，是該校Delta Chi兄弟會的成員。

## 外部連結
- 艾迪·詹米森在互联网电影资料库（IMDb）上的資料（英文）